# Virtus Entella 2020-2021
Questa voce raccoglie le informazioni riguardanti la Virtus Entella nelle competizioni ufficiali della stagione 2020-2021.

## Stagione
La Virtus Entella avvia la stagione con Bruno Tedino in panchina, esonerato dopo la nona giornata avendo conseguito in campionato cinque pareggi e tre sconfitte venendo sostituito da Vincenzo Vivarini. Il cambio serve a poco, perché l'Entella chiude con 17 punti il girone di andata in terz'ultima posizione, poi nel girone di ritorno fa peggio di tutti raccogliendo la miseria di 6 punti, retrocedendo da ultima in Serie C. A quattro giornate dal termine c'è stato un terzo cambio sulla panchina ligure, con Gennaro Volpe che rileva Vivarini, ma ormai i giochi sono fatti. Nella Coppa Italia i biancoazzurri nel secondo turno hanno superato (2-1) l'Albinoleffe, nel terzo turno hanno avuto la meglio (3-1) sul Pisa, poi nel quarto turno escono dal torneo superati (2-0) dal Torino.

## Divise e sponsor
Lo sponsor tecnico per la stagione 2020-2021 è Adidas; tutte e tre le divise sono personalizzate attraverso il programma Miadidas. Main sponsor presente sulle divise da gioco è Duferco Energia.
|  | Casa | Trasferta | Terza divisa |

## Organigramma societario
Area direttiva
- Presidente: Antonio Gozzi
- Presidente Onorario: Silvio Risaliti
- Vice Presidente: Walter Alvisi
- Delegato tifoseria e Responsabile S.L.O.: Salvatore Fiumanò
- Direttore Generale: Matteo Matteazzi
- Segretario Generale: Nicola Benedetti
- Responsabile Sicurezza: Giacomo Cidale
- Responsabile Strutture: Michele Benati
- Amministrazione: Andrea Solari
- Responsabile finanza: Luca Zignaigo
- Delegato sicurezza: Andrea Mei
- Collaboratore: Enio Curto, Sergio Baratta, Ornella Armanino

Area comunicazione e marketing
- Responsabile Marketing: Sergio Rossi
- Area Marketing: Angelica Carboni, Francesco Pane, Alberto Zanetta
- Responsabile Ufficio Stampa: Matteo Gerboni
- Ufficio Stampa: Marco Bianchi
- Addetto all'arbitro, operatore presso la segreteria Entella Academy, Responsabile Integrity: Agostino Prestileo
- Marketing: GISA Srl
- Responsabile biglietteria: Andrea Solari

Area sportiva
- Direttore sportivo: Matteo Superbi
- Team Manager: Matteo Gerboni
- Responsabile Scouting: Daniele Rosso
- Responsabile settore giovanile: Manuel Montali
- Segretario settore giovanile: Andrea Manucci
- Responsabile area scouting: Daniele Rosso
- Responsabile scuola calcio: Gianni Comini

Area tecnica
- Allenatore: Bruno Tedino (fino al 23 novembre 2020), poi Vincenzo Vivarini (fino al 12 aprile 2021), poi Gennaro Volpe
- Vice Allenatore: Carlo Marchetto (fino al 23 novembre 2020), poi Andrea Milani (fino al 12 aprile 2021), poi Massimiliano Bongiorni
- Collaboratore tecnico: Alcide Di Salvatore (fino al 23 novembre 2020), Alessio Talia
- Preparatore atletico: Giuseppe Puleo (fino al 23 novembre 2020), Antonio Del Fosco (fino al 12 aprile 2021), Emanuele Tononi, Edoardo Colla
- Preparatore dei Portieri: Massimo Gazzoli
- Match Analyst: Igor Graziani
- Dirigente logistica: Delio Lagomarsino

Area sanitaria
- Responsabile Sanitario: Gianmaria Vassallo
- Staff Sanitario: Riccardo Saporiti, Roberto Galli
- Fisioterapista: Saverio Quercia, Stefano Castello

## Rosa
| N. |                      | Ruolo | Calciatore               |
| -- | -------------------- | ----- | ------------------------ |
| 1  | Italia (bandiera)    | P     | Andrea Paroni            |
| 2  | Australia (bandiera) | D     | Gabriel Cleur            |
| 3  | Italia (bandiera)    | D     | Filippo Costa            |
| 4  | Italia (bandiera)    | D     | Ivan De Santis           |
| 4  | Romania (bandiera)   | C     | Vlad Dragomir            |
| 5  | Italia (bandiera)    | D     | Marco Chiosa             |
| 6  | Italia (bandiera)    | D     | Federico Bonini          |
| 7  | Italia (bandiera)    | A     | Giuseppe De Luca         |
| 8  | Italia (bandiera)    | C     | Marco Crimi              |
| 8  | Italia (bandiera)    | A     | Andrea Bruno             |
| 9  | Spagna (bandiera)    | A     | Alejandro Rodríguez      |
| 10 | Italia (bandiera)    | C     | Luca Nizzetto (capitano) |
| 11 | Italia (bandiera)    | A     | Michele Currarino        |
| 11 | Italia (bandiera)    | A     | Alessandro Capello       |
| 12 | Italia (bandiera)    | P     | Pietro Balducci          |
| 13 | Italia (bandiera)    | D     | Fabrizio Poli            |
| 14 | Italia (bandiera)    | C     | Cassio Cardoselli        |
| 15 | Italia (bandiera)    | D     | Michele Pellizzer        |
| 16 | Italia (bandiera)    | C     | Andrea Marcucci          |
| 17 | Italia (bandiera)    | D     | Filippo De Col           |
| 18 | Italia (bandiera)    | C     | Davide Mazzocco          |
| 19 | Italia (bandiera)    | A     | Matteo Brunori           |
| 20 | Italia (bandiera)    | A     | Matteo Mancosu           |

| N. |                       | Ruolo | Calciatore              |
| -- | --------------------- | ----- | ----------------------- |
| 21 | Italia (bandiera)     | D     | Mauro Coppolaro         |
| 22 | Italia (bandiera)     | P     | Lorenzo Poverini        |
| 23 | Italia (bandiera)     | C     | Andrea Paolucci         |
| 24 | Italia (bandiera)     | P     | Daniele Borra           |
| 25 | Italia (bandiera)     | C     | Marco Toscano           |
| 27 | Italia (bandiera)     | C     | Andrea Settembrini      |
| 28 | Italia (bandiera)     | A     | Simone Andreis          |
| 29 | Italia (bandiera)     | C     | Leonardo Di Cosmo       |
| 30 | Slovacchia (bandiera) | D     | Filip Nagy              |
| 30 | Italia (bandiera)     | A     | Davide Villa            |
| 32 | Italia (bandiera)     | A     | Claudio Morra           |
| 32 | Albania (bandiera)    | P     | Vullnet Tozaj           |
| 33 | Italia (bandiera)     | C     | Marco Brescianini       |
| 34 | Italia (bandiera)     | A     | Lorenzo Meazzi          |
| 35 | Italia (bandiera)     | D     | Stefano Reali           |
| 36 | Italia (bandiera)     | C     | Matheus Cecchini Muller |
| 38 | Italia (bandiera)     | C     | Leonardo Morosini       |
| 68 | Italia (bandiera)     | P     | Alessandro Russo        |
| 77 | Croazia (bandiera)    | A     | Tomi Petrović           |
| 80 | Grecia (bandiera)     | C     | Ilias Koutsoupias       |
| 95 | Austria (bandiera)    | D     | Markus Pavic            |
| 97 | Italia (bandiera)     | P     | Mirko Albertazzi        |
| 99 | Italia (bandiera)     | C     | Andrea Schenetti        |

## Calciomercato

### Sessione estiva(dal 01/09 al 05/10)
| Acquisti | Acquisti           | Acquisti           | Acquisti      |
| R.       | Nome               | da                 | Modalità      |
| -------- | ------------------ | ------------------ | ------------- |
| P        | Samuele Massolo    | Sambenedettese     | fine prestito |
| P        | Alessandro Russo   | Sassuolo           | prestito      |
| D        | Joel Baraye        | Padova             | fine prestito |
| D        | Federico Bonini    | Bologna            | fine prestito |
| D        | Gabriel Cleur      | Alessandria        | fine prestito |
| D        | Filippo Costa      | Napoli             | prestito      |
| D        | Ivan De Santis     | Cesena             | fine prestito |
| D        | Filip Nagy         | Sassuolo           | fine prestito |
| D        | Markus Pavic       | Istria 1961        | svincolato    |
| D        | Raul Zucchetti     | Gozzano            | fine prestito |
| C        | Marco Brescianini  | Milan              | prestito      |
| C        | Cassio Cardoselli  | Carrarese          | svincolato    |
| C        | Simone Icardi      | Siena              | fine prestito |
| C        | Ilias Koutsoupias  | Bologna            | fine prestito |
| C        | Davide Mazzocco    | SPAL               | prestito      |
| C        | Leonardo Morosini  | Brescia            | definitivo    |
| A        | Matteo Brunori     | Juventus           | prestito      |
| A        | Salvatore Caturano | Cesena             | fine prestito |
| A        | Leonardo Di Cosmo  | Virtus Francavilla | fine prestito |
| A        | Leonardo Gatto     | Triestina          | fine prestito |
| A        | Andrea Magrassi    | Virtus Verona      | fine prestito |
| A        | Luca Pandolfi      | Arezzo             | fine prestito |
| A        | Tomi Petrović      | Pro Vercelli       | fine prestito |

| Cessioni | Cessioni           | Cessioni           | Cessioni      |
| R.       | Nome               | a                  | Modalità      |
| -------- | ------------------ | ------------------ | ------------- |
| P        | Nikita Contini     | Napoli             | fine prestito |
| P        | Filippo Gragnoli   | Siena              | svincolato    |
| P        | Samuele Massolo    | Fermana            | svincolato    |
| P        | Andrea Zaccagno    | Torino             | fine prestito |
| D        | Joel Baraye        | Padova             | definitivo    |
| D        | Carlo Crialese     | Pro Vercelli       | fine prestito |
| D        | Marco Sala         | Sassuolo           | fine prestito |
| C        | Krisztián Adorján  |                    | svincolato    |
| C        | Jacopo Dezi        | Parma              | fine prestito |
| C        | Simone Icardi      | Casertana          | definitivo    |
| C        | Luca Mazzitelli    | Sassuolo           | fine prestito |
| A        | Salvatore Caturano | Cesena             | svincolato    |
| A        | Moutir Chajia      | Ascoli             | fine prestito |
| A        | Manuel De Luca     | Torino             | fine prestito |
| A        | Leonardo Di Cosmo  | Virtus Francavilla | prestito      |
| A        | Leonardo Gatto     | Triestina          | definitivo    |
| A        | Andrea Magrassi    | Pontedera          | prestito      |
| A        | Luca Pandolfi      | Turris             | definitivo    |

### Operazioni tra le due sessioni
| Acquisti | Acquisti         | Acquisti | Acquisti   |
| R.       | Nome             | da       | Modalità   |
| -------- | ---------------- | -------- | ---------- |
| P        | Mirko Albertazzi |          | svincolato |

| Cessioni | Cessioni | Cessioni | Cessioni |
| R.       | Nome     | a        | Modalità |
| -------- | -------- | -------- | -------- |

### Sessione invernale(dal 04/01 al 01/02)
| Acquisti | Acquisti           | Acquisti | Acquisti                         |
| R.       | Nome               | da       | Modalità                         |
| -------- | ------------------ | -------- | -------------------------------- |
| C        | Vlad Dragomir      | Perugia  | definitivo                       |
| C        | Andrea Marcucci    | Reggina  | prestito con diritto di riscatto |
| A        | Alessandro Capello | Venezia  | definitivo                       |

| Cessioni | Cessioni          | Cessioni  | Cessioni   |
| R.       | Nome              | a         | Modalità   |
| -------- | ----------------- | --------- | ---------- |
| D        | Ivan De Santis    | Modena    | prestito   |
| D        | Filip Nagy        | Torino    | prestito   |
| C        | Marco Crimi       | Reggina   | definitivo |
| A        | Michele Currarino | Monopoli  | definitivo |
| A        | Claudio Morra     | Pordenone | prestito   |
| A        | Tomi Petrović     | Lucchese  | prestito   |

## Risultati

### Serie B

#### Girone di andata
| Cosenza 26 settembre 2020, ore 14:00 CEST 1ª giornata | Cosenza            | 0 – 0 referto | Virtus Entella | Stadio San Vito-Gigi Marulla (0 spett.)\| Arbitro: \| Illuzzi (Molfetta) \| |
| Arbitro:                                              | Illuzzi (Molfetta) |               |                |                                                                             |

| Arbitro: | Amabile (Vicenza) |

|  |           |                                 |
|  | Marcatori | 43’ Mazzocchi 88’ (rig.) Varone |

| Arbitro: | Pairetto (Nichelino) |

|                         |           |              |
| Mat. Mancosu 90’ (rig.) | Marcatori | 51’ Crisetig |

| Frosinone 20 ottobre 2020, ore 21:00 CEST 4ª giornata | Frosinone       | 0 – 0 referto | Virtus Entella | Stadio Benito Stirpe (0 spett.)\| Arbitro: \| Pezzuto (Lecce) \| |
| Arbitro:                                              | Pezzuto (Lecce) |               |                |                                                                  |

| Arbitro: | Camplone (Pescara) |

|  |           |                                    |
|  | Marcatori | 49’ (aut.) Pellizzer 76’ Ceccaroni |

| Arbitro: | Marinelli (Tivoli) |

|                        |           |                                          |
| Mangraviti 61’ Ayé 86’ | Marcatori | 75’ G. De Luca 90+3’ (rig.) Mat. Mancosu |

| Arbitro: | Rapuano (Rimini) |

|                |           |                                                                             |
| G. De Luca 49’ | Marcatori | 37’ Coda 47’ Henderson 58’ (rig.) Mar. Mancosu 66’ Paganini 90+3’ Stępiński |

| Arbitro: | Gariglio (Pinerolo) |

|            |           |                         |
| Sabiri 84’ | Marcatori | 72’ (rig.) Mat. Mancosu |

| Arbitro: | Marchetti (Ostia) |

|  |           |                  |
|  | Marcatori | 59’ Di Francesco |

| Arbitro: | Santoro (Messina) |

|                    |           |                     |
| Strizzolo 15’, 31’ | Marcatori | 60’ (aut.) Valzania |

| Arbitro: | Massimi (Termoli) |

|                         |           |                                       |
| Costa 45+4’ F. Poli 75’ | Marcatori | 56’, 59’, 60’, 71’ Mancuso 90+5’ Haas |

| Arbitro: | Meraviglia (Pistoia) |

|                                              |           |  |
| Boateng 10’, 29’ Mota 73’ Sampirisi 82’, 90’ | Marcatori |  |

| Arbitro: | Illuzzi (Molfetta) |

|  |           |                |
|  | Marcatori | 6’ (rig.) Diaw |

| Arbitro: | Ghersini (Genova) |

|                             |           |                  |
| Tutino 47’ Đurić 66’ (rig.) | Marcatori | 38’ Mat. Mancosu |

| Arbitro: | Abbattista (Molfetta) |

|                                               |           |  |
| Schenetti 16’ G. De Luca 32’ Cardoselli 90+5’ | Marcatori |  |

| Arbitro: | Santoro (Messina) |

|  |           |                 |
|  | Marcatori | 60’ Koutsoupias |

| Arbitro: | Gariglio (Pinerolo) |

|                  |           |  |
| Mat. Mancosu 40’ | Marcatori |  |

| Arbitro: | Paterna (Teramo) |

|                              |           |             |
| Ciciretti 49’ M. De Luca 53’ | Marcatori | 76’ Brunori |

| Arbitro: | Irrati (Pistoia) |

|                                    |           |                     |
| Brunori 42’ (rig.) Koutsoupias 78’ | Marcatori | 22’ Ant. Caracciolo |

#### Girone di ritorno
| Arbitro: | Ayroldi (Molfetta) |

|           |           |                                  |
| Costa 27’ | Marcatori | 52’ Gliozzi 56’ (rig.) Tremolada |

| Arbitro: | Gariglio (Pinerolo) |

|                         |           |                 |
| Laribi 53’ Muratore 55’ | Marcatori | 48’ Brescianini |

| Arbitro: | Massa (Imperia) |

|                        |           |  |
| A. Montalto 12’ (rig.) | Marcatori |  |

| Arbitro: | Maggioni (Lecco) |

|                                 |           |                                      |
| Curado 35’ (aut.) Schenetti 50’ | Marcatori | 17’ Maiello 27’ Ariaudo 76’ Iemmello |

| Arbitro: | Volpi (Arezzo) |

|                                 |           |                               |
| Fiordilino 44’ Johnsen 53’, 56’ | Marcatori | 24’ Brescianini 29’ Schenetti |

| Arbitro: | Fourneau (Roma) |

|               |           |         |
| Pellizzer 84’ | Marcatori | 25’ Ayé |

| Lecce 2 marzo 2021, ore 19:00 CET 26ª giornata | Lecce                | 0 – 0 referto | Virtus Entella | Stadio Via del mare (0 spett.)\| Arbitro: \| Meraviglia (Pistoia) \| |
| Arbitro:                                       | Meraviglia (Pistoia) |               |                |                                                                      |

| Chiavari 6 marzo 2021, ore 14:00 CET 27ª giornata | Virtus Entella     | 0 – 0 referto | Ascoli | Stadio comunale (0 spett.)\| Arbitro: \| Marinelli (Tivoli) \| |
| Arbitro:                                          | Marinelli (Tivoli) |               |        |                                                                |

| Ferrara 12 marzo 2021, ore 21:00 CET 28ª giornata | SPAL            | 0 – 0 referto | Virtus Entella | Stadio Paolo Mazza (0 spett.)\| Arbitro: \| Ros (Pordenone) \| |
| Arbitro:                                          | Ros (Pordenone) |               |                |                                                                |

| Arbitro: | Massimi (Termoli) |

|  |           |                             |
|  | Marcatori | 47’ Gaetano 60’ Castagnetti |

| Arbitro: | Marchetti (Ostia) |

|            |           |  |
| Casale 37’ | Marcatori |  |

| Arbitro: | Robilotta (Sala Consilina) |

|                    |           |                |
| Brunori 53’ (rig.) | Marcatori | 88’ F. Scaglia |

| Arbitro: | Meraviglia (Pistoia) |

|                                     |           |  |
| Ciurria 4’ Musiolik 31’ Butić 90+3’ | Marcatori |  |

| Arbitro: | Paterna (Teramo) |

|  |           |                                  |
|  | Marcatori | 14’ Veseli 17’ Bogdan 60’ Tutino |

| Arbitro: | Amabile (Vicenza) |

|                 |           |               |
| N. Rigoni 90+1’ | Marcatori | 29’ Schenetti |

| Arbitro: | Illuzzi (Molfetta) |

|                  |           |                               |
| A. Rodríguez 75’ | Marcatori | 16’ Valentini 79’ Cappelletti |

| Arbitro: | Camplone (Pescara) |

|                   |           |  |
| Bonini 49’ (aut.) | Marcatori |  |

| Arbitro: | Marchetti (Ostia) |

|                 |           |                                        |
| Mat. Mancosu 1’ | Marcatori | 7’ Gigliotti 43’ Di Gaudio 50’ Canotto |

| Arbitro: | Marcenaro (Genova) |

|                                          |           |                              |
| Belli 38’ Marsura 71’ (rig.) Palombi 76’ | Marcatori | 25’ Koutsoupias 77’ Dragomir |

### Coppa Italia
| Arbitro: | Gariglio (Pinerolo) |

|                              |           |            |
| Koutsoupias 29’ Petrović 38’ | Marcatori | 90+1’ Gusu |

| Arbitro: | Massimi (Termoli) |

|                                                    |           |             |
| Mat. Mancosu 35’ (rig.) Brunori 69’ Cardoselli 79’ | Marcatori | 51’ Palombi |

| Arbitro: | Paterna (Teramo) |

|                        |           |  |
| Zaza 28’ Bonazzoli 30’ | Marcatori |  |

## Statistiche

### Statistiche di squadra
| Competizione | Punti | In casa | In casa | In casa | In casa | In casa | In casa | In trasferta | In trasferta | In trasferta | In trasferta | In trasferta | In trasferta | Totale | Totale | Totale | Totale | Totale | Totale | DR  |
| Competizione | Punti | G       | V       | N       | P       | Gf      | Gs      | G            | V            | N            | P            | Gf           | Gs           | G      | V      | N      | P      | Gf     | Gs     | DR  |
| ------------ | ----- | ------- | ------- | ------- | ------- | ------- | ------- | ------------ | ------------ | ------------ | ------------ | ------------ | ------------ | ------ | ------ | ------ | ------ | ------ | ------ | --- |
| Serie B      | 23    | 19      | 3       | 4       | 12      | 17      | 35      | 19           | 1            | 7            | 11           | 13           | 29           | 38     | 4      | 11     | 23     | 30     | 64     | -34 |
| Coppa Italia | -     | 2       | 2       | 0       | 0       | 5       | 2       | 1            | 0            | 0            | 1            | 0            | 2            | 3      | 2      | 0      | 1      | 5      | 4      | +1  |
| Totale       | 23    | 21      | 5       | 4       | 12      | 22      | 37      | 20           | 1            | 7            | 12           | 13           | 31           | 41     | 6      | 11     | 24     | 35     | 68     | -33 |

### Andamento in campionato
| Giornata  | 1  | 2  | 3  | 4  | 5  | 6  | 7  | 8  | 9  | 10 | 11 | 12 | 13 | 14 | 15 | 16 | 17 | 18 | 19 | 20 | 21 | 22 | 23 | 24 | 25 | 26 | 27 | 28 | 29 | 30 | 31 | 32 | 33 | 34 | 35 | 36 | 37 | 38 |
| --------- | -- | -- | -- | -- | -- | -- | -- | -- | -- | -- | -- | -- | -- | -- | -- | -- | -- | -- | -- | -- | -- | -- | -- | -- | -- | -- | -- | -- | -- | -- | -- | -- | -- | -- | -- | -- | -- | -- |
| Luogo     | T  | C  | C  | T  | C  | T  | C  | T  | C  | T  | C  | T  | C  | T  | C  | T  | C  | T  | C  | C  | T  | T  | C  | T  | C  | T  | C  | T  | C  | T  | C  | T  | C  | T  | C  | T  | C  | T  |
| Risultato | N  | P  | N  | N  | P  | N  | P  | N  | P  | P  | P  | P  | P  | P  | V  | V  | V  | P  | V  | P  | P  | P  | P  | P  | N  | N  | N  | N  | P  | P  | N  | P  | P  | N  | P  | P  | P  | P  |
| Posizione | 17 | 19 | 16 | 17 | 18 | 18 | 18 | 18 | 20 | 20 | 20 | 20 | 20 | 20 | 20 | 19 | 19 | 19 | 18 | 19 | 19 | 19 | 19 | 20 | 20 | 20 | 20 | 20 | 20 | 20 | 20 | 20 | 20 | 20 | 20 | 20 | 20 | 20 |

Legenda:

Luogo: C = Casa; T = Trasferta. Risultato: V = Vittoria; N = Pareggio; P = Sconfitta.

### Statistiche dei giocatori
| Giocatore          | Serie B  | Serie B | Serie B     | Serie B    | Coppa Italia | Coppa Italia | Coppa Italia | Coppa Italia | Totale   | Totale | Totale      | Totale     |
| Giocatore          | Presenze | Reti    | Ammonizioni | Espulsioni | Presenze     | Reti         | Ammonizioni  | Espulsioni   | Presenze | Reti   | Ammonizioni | Espulsioni |
| ------------------ | -------- | ------- | ----------- | ---------- | ------------ | ------------ | ------------ | ------------ | -------- | ------ | ----------- | ---------- |
| M. Albertazzi      | 0        | 0       | 0           | 0          | 1            | -1           | 0            | 0            | 1        | -1     | 0           | 0          |
| S. Andreis         | 4        | 0       | 1           | 0          | 0            | 0            | 0            | 0            | 4        | 0      | 1           | 0          |
| F. Bonini          | 7        | 0       | 1           | 0          | 3            | 0            | 0            | 0            | 10       | 0      | 1           | 0          |
| D. Borra           | 20       | -35     | 1           | 0          | 0            | 0            | 0            | 0            | 20       | -35    | 1           | 0          |
| M. Brescianini     | 29       | 2       | 3           | 0          | 2            | 0            | 1            | 0            | 31       | 2      | 4           | 0          |
| A. Bruno           | 2        | 0       | 0           | 0          | 0            | 0            | 0            | 0            | 2        | 0      | 0           | 0          |
| M. Brunori         | 31       | 3       | 4           | 0          | 3            | 1            | 0            | 0            | 34       | 4      | 4           | 0          |
| A. Capello         | 15       | 0       | 0           | 0          | 0            | 0            | 0            | 0            | 15       | 0      | 0           | 0          |
| C. Cardoselli      | 15       | 1       | 1           | 0          | 3            | 1            | 0            | 0            | 18       | 2      | 1           | 0          |
| M. Cecchini Muller | 1        | 0       | 0           | 0          | 0            | 0            | 0            | 0            | 1        | 0      | 0           | 0          |
| M. Chiosa          | 29       | 0       | 9           | 0          | 2            | 0            | 0            | 0            | 31       | 0      | 9           | 0          |
| G. Cleur           | 17       | 0       | 4           | 0          | 2            | 0            | 1            | 0            | 19       | 0      | 5           | 0          |
| M. Coppolaro       | 21       | 0       | 5           | 0          | 3            | 0            | 1            | 0            | 24       | 0      | 6           | 0          |
| F. Costa           | 23       | 2       | 6           | 0          | 0            | 0            | 0            | 0            | 23       | 2      | 6           | 0          |
| M. Crimi           | 14       | 0       | 3           | 1          | 2            | 0            | 2            | 0            | 16       | 0      | 5           | 1          |
| M. Currarino       | 2        | 0       | 1           | 0          | 1            | 0            | 0            | 0            | 3        | 0      | 1           | 0          |
| F. De Col          | 15       | 0       | 2           | 0          | 1            | 0            | 0            | 0            | 16       | 0      | 2           | 0          |
| G. De Luca         | 28       | 3       | 5           | 1          | 2            | 0            | 0            | 1            | 30       | 3      | 5           | 2          |
| I. De Santis       | 1        | 0       | 0           | 0          | 1            | 0            | 0            | 0            | 2        | 0      | 0           | 0          |
| V. Dragomir        | 17       | 1       | 2           | 0          | 0            | 0            | 0            | 0            | 17       | 1      | 2           | 0          |
| Ī. Koutsoupias     | 22       | 3       | 8           | 0          | 1            | 1            | 0            | 0            | 23       | 4      | 8           | 0          |
| M. Mancosu         | 28       | 6       | 1           | 0          | 2            | 1            | 0            | 0            | 30       | 7      | 1           | 0          |
| A. Marcucci        | 6        | 0       | 0           | 0          | 0            | 0            | 0            | 0            | 6        | 0      | 0           | 0          |
| D. Mazzocco        | 15       | 0       | 2           | 0          | 2            | 0            | 0            | 0            | 17       | 0      | 2           | 0          |
| L. Meacci          | 3        | 0       | 0           | 0          | 1            | 0            | 0            | 0            | 4        | 0      | 0           | 0          |
| L. Morosini        | 23       | 0       | 3           | 0          | 1            | 0            | 0            | 0            | 24       | 0      | 3           | 0          |
| C. Morra           | 1        | 0       | 0           | 0          | 1            | 0            | 0            | 0            | 2        | 0      | 0           | 0          |
| F. Nagy            | 0        | 0       | 0           | 0          | 0            | 0            | 0            | 0            | 0        | 0      | 0           | 0          |
| L. Nizzetto        | 11       | 0       | 1           | 0          | 0            | 0            | 0            | 0            | 11       | 0      | 1           | 0          |
| A. Paolucci        | 29       | 0       | 8           | 1          | 0            | 0            | 0            | 0            | 29       | 0      | 8           | 1          |
| A. Paroni          | 0        | 0       | 0           | 0          | 0            | 0            | 0            | 0            | 0        | 0      | 0           | 0          |
| M. Pavic           | 20       | 0       | 5           | 1          | 1            | 0            | 1            | 0            | 21       | 0      | 6           | 1          |
| M. Pellizzer       | 19       | 1       | 7           | 0          | 2            | 0            | 1            | 0            | 21       | 1      | 8           | 0          |
| T. Petrović        | 12       | 0       | 3           | 0          | 3            | 1            | 0            | 0            | 15       | 1      | 3           | 0          |
| F. Poli            | 27       | 1       | 5           | 0          | 1            | 0            | 0            | 0            | 28       | 1      | 5           | 0          |
| L. Poverini        | 0        | 0       | 0           | 0          | 0            | 0            | 0            | 0            | 0        | 0      | 0           | 0          |
| S. Reali           | 2        | 0       | 0           | 0          | 0            | 0            | 0            | 0            | 2        | 0      | 0           | 0          |
| A. Rodríguez       | 9        | 1       | 1           | 0          | 0            | 0            | 0            | 0            | 9        | 1      | 1           | 0          |
| A. Russo           | 18       | -29     | 0           | 0          | 2            | -3           | 0            | 0            | 20       | -32    | 0           | 0          |
| A. Schenetti       | 29       | 4       | 3           | 0          | 2            | 0            | 0            | 0            | 31       | 4      | 3           | 0          |
| A. Settembrini     | 21       | 0       | 2           | 1          | 0            | 0            | 0            | 0            | 21       | 0      | 2           | 1          |
| M. Toscano         | 10       | 0       | 2           | 0          | 3            | 0            | 1            | 0            | 13       | 0      | 3           | 0          |
| D. Villa           | 2        | 0       | 0           | 0          | 0            | 0            | 0            | 0            | 2        | 0      | 0           | 0          |